# Dzbel
Dzbel är en ort i Tjeckien.   Den ligger i regionen Olomouc, i den östra delen av landet, 180 km öster om huvudstaden Prag. Dzbel ligger 492 meter över havet och antalet invånare är 295.
Terrängen runt Dzbel är kuperad åt nordväst, men åt sydost är den platt. Runt Dzbel är det ganska tätbefolkat, med 86 invånare per kvadratkilometer. Närmaste större samhälle är Boskovice, 19,6 km sydväst om Dzbel. Trakten runt Dzbel består till största delen av jordbruksmark.